# Ali bumaye
Ali bumaye es el término con el que los seguidores de Muhammad Ali animaban a su ídolo en Zaire, en 1974, durante el combate promocionado como The Rumble in the Jungle contra George Foreman, cuya victoria le devolvió el título de campeón mundial de los pesos pesados. En lingala, uno de los idiomas del Congo, significa literalmente Ali mátalo y su forma escrita presenta diferentes variaciones como bomaye, buma ye o bumae.
Con este eslogan y una comunicación cargada de ideología, el boxeador consiguió el apoyo del numeroso público que estuvo pendiente del acontecimiento en todo el mundo.

## Contexto
Muhammad Ali había perdido la corona de los pesos pesados por su negativa a participar en la guerra de Vietnam y haberse implicado personalmente en la lucha por los derechos de la comunidad afroamericana, junto a militantes como Malcolm X. El combate se celebró en Kinshasa, bajo la protección del dictador Mobutu, y reunió una gran expectación en los medios de todo el planeta. Mientras los comentaristas deportivos pronosticaban el fin de su carrera, Ali fue expandiendo su legión de fanes gracias al grito bumaye. Su victoria se convirtió en leyenda y el personaje en un icono del mundo del deporte.
El éxito de Ali no sólo se debe a sus dotes en el boxeo. Su fama se fue generando gracias a su capacidad para conectar con la gente. Con una personalidad fuerte, directa y muchas veces provocadora, consiguió colar en la cultura popular otras frases célebres como "soy el más grande" o "soy joven, hermoso, rápido y nadie me puede vencer".